# Onofrios lilla fontän

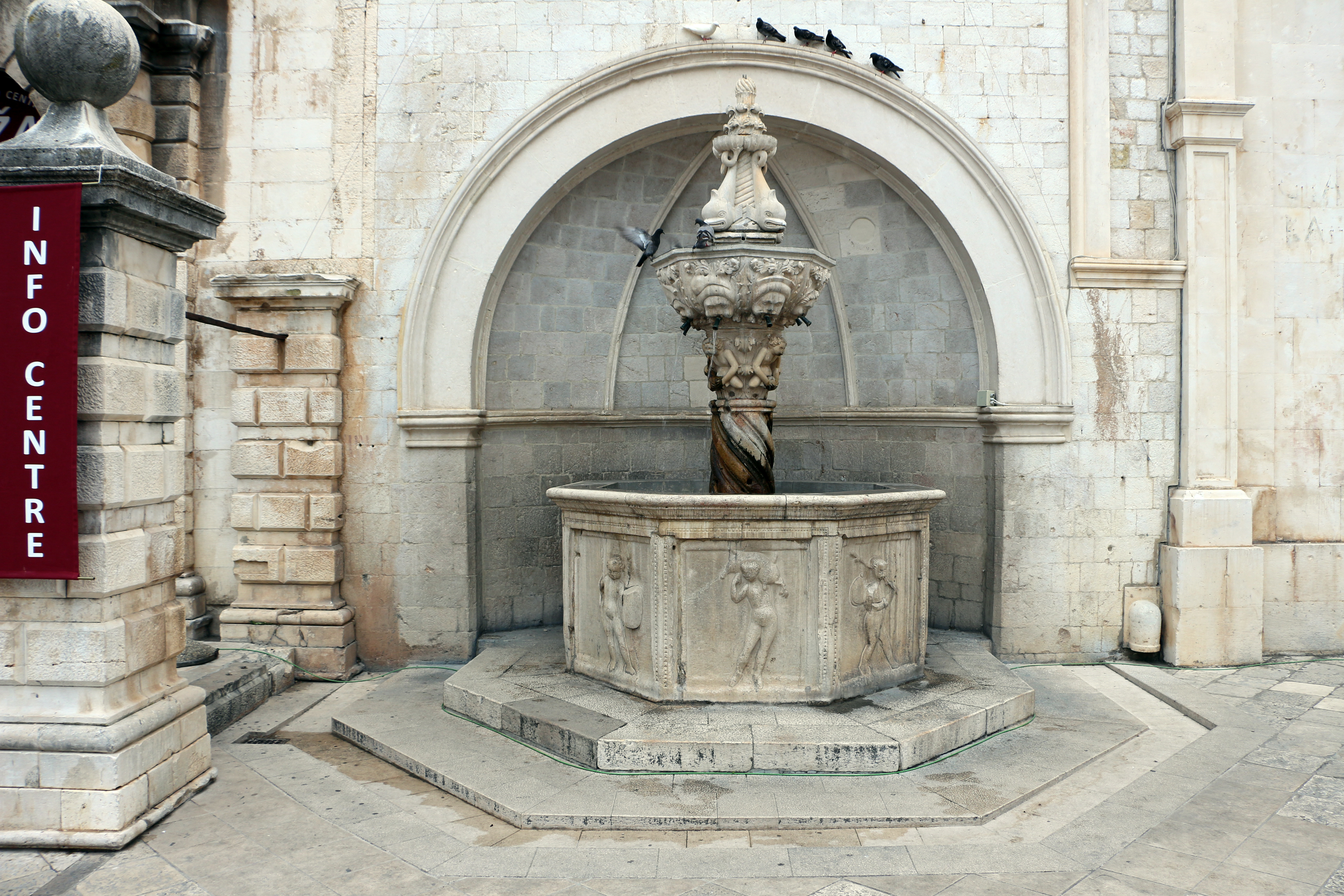
Onofrios lilla fontän år 2015.

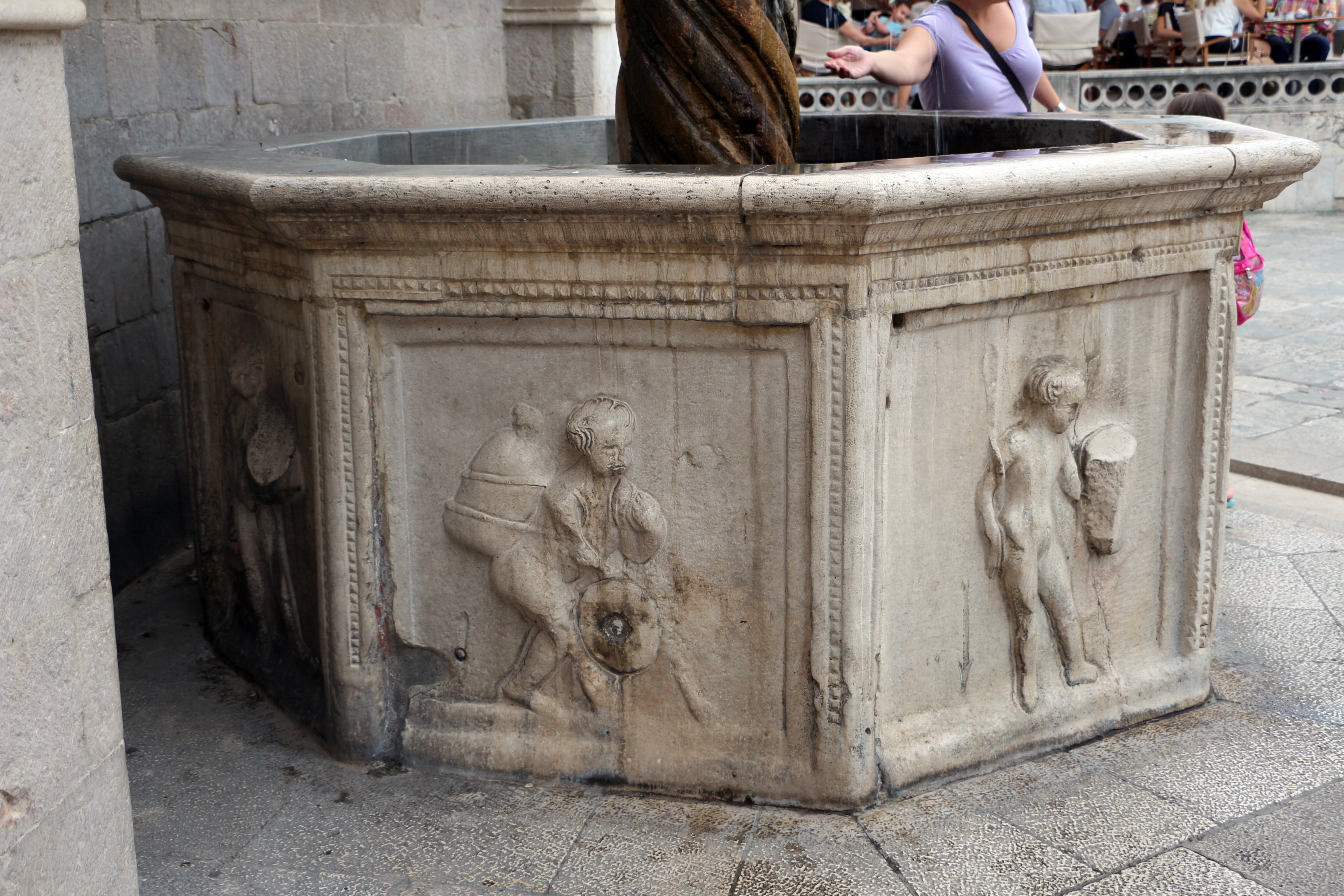
Närbild av fontänens relief år 2015.

Onofrios lilla fontän (kroatiska: Mala Onofrijeva česma eller Mala Onofrijeva fontana) är en kulturminnesskyddad fontän i Dubrovnik i Kroatien. Den är belägen i en nisch bredvid Stadsvaktens hus vid Loggiatorget i den av Unesco världsarvslistade Gamla stan. Fontänen uppfördes åren 1440–1442 enligt ritningar av den neapolitanske arkitekten Onofrio di Giordano della Cava. De ornamentala utsmyckningarna är ett verk av den milanesiske skulptören Pietro di Martino (Petar Martinov). Fontänen är en av Dubrovniks turistattraktioner.

## Beskrivning
Fontänens ursprungliga funktion var att förse marknaden vid Loggiatorget med vatten. Under medeltiden hade den även en religiös betydelse. Enbart kristna fick förse sig med vatten ur fontänen. Vid fontänens omedelbara närhet fanns tidigare ännu en fontän ur vilken stadens judar hämtade vatten.

## Fotnoter
1. ↑  Kroatiska kulturdepartementets lista över kulturminnesskyddade objekt (kroatiska)
2. 1 2  Dubrovnikcity.com (engelska)
3. ↑  Limun.hr Arkiverad 25 november 2010 hämtat från the Wayback Machine. (kroatiska)